# Malaxis carnosa
Malaxis carnosa är en orkidéart som först beskrevs av Carl Sigismund Kunth, och fick sitt nu gällande namn av Charles Schweinfurth. Malaxis carnosa ingår i släktet knottblomstersläktet, och familjen orkidéer. Inga underarter finns listade i Catalogue of Life.